# Waitun
Waitun (kinesiska: 外屯) är en socken i sydöstra Kina. Den ligger i Zhenghe härad i staden Nanping i provinsen Fujian, omkring 140 kilometer norr om provinshuvudstaden Fuzhou. Antalet invånare är 7 749. Befolkningen består av 3 671 kvinnor och 4 078 män. Barn under 15 år utgör 17,0 %, vuxna 15-64 år 72 %, och äldre över 65 år 10,0 %.